# Kaoru und Rin
Kaoru und Rin (japanisch 薫る花は凛と咲く Kaoru Hana wa Rin to Saku) ist eine Manga-Serie von Saka Mikami, die in Japan seit 2021 erscheint. Die romantische Geschichte erzählt von der Liebe zwischen zwei Schülern rivalisierender und sehr gegensätzlicher Schulen. 2025 kam in Japan eine Adaption als Anime-Fernsehserie heraus. 

## Inhalt
Zwei rivalisierende Oberschulen befinden sich direkt nebeneinander. Die von Kaoruko Waguri besuchte Elite-Mädchenschule Kikyo fördert und verlangt Leistung. Die Chidori-Jungenschule von Rintaro Tsumugi wird von Schlägern und Chaoten bevölkert und von denen, die bei anderen Schulen längst aufgegeben wurden. Die Schüler der beiden Schulen gehen sich aus dem Weg und wollen miteinander nichts zu tun haben. Doch als Rin und Kaoru sich im Café von Rins Eltern treffen, lernen sie sich kennen und bald auch lieben. In Rin scheint mehr zu stecken, als es von den Schlägern der Chidori zu erwarten ist. Er ist als einer der Anführer an der Schule bekannt, ist aber insgeheim mit seiner Situation unglücklich. Kaoru zeigt sich bald offener, als es für eine Schülerin der Kikyo als angemessen gilt, und verteidigt Rin.

## Veröffentlichung
Seit Oktober 2021 werden die einzelnen Kapitel der Serie auf der Onlineplattform Magazine Pocket des Verlags Kodansha veröffentlicht. Dieser bringt den Manga seit März 2022 auch in bisher 16 Sammelbänden heraus (Stand: April 2025). 2023 und 2024 wurde die Serie für den Kōdansha-Manga-Preis in der Kategorie Shōnen nominiert.
Eine deutsche Übersetzung von Yayoi Okada-Willmann wird seit Mai 2024 in bisher acht Bänden von Egmont Manga veröffentlicht. Auf Englisch erscheint die Serie bei Kodansha USA, auf Französisch bei nobi nobi, auf Spanisch bei Milky Way Ediciones und auf Polnisch bei Studio JG.

## Animeserie
Eine Animeserie zum Manga entstand unter der Regie von Miyuki Kuroki bei Studio CloverWorks. Die Drehbücher schrieb Rino Yamazaki. Das Charakterdesign adaptierte Kōhei Tokuoka, die künstlerische Leitung lag bei Asuka Kōki und für die Kameraführung war Yukiko Nagase verantwortlich. Die Tonarbeiten leitete Takatoshi Hamano. Seit 5. Juni 2025 erscheint die Serie auf Netflix in Japan. Die internationale Veröffentlichung ist für den 7. September 2025 auf der gleichen Plattform angekündigt.

### Synchronisation
| Rolle           | japanische Stimme (Seiyū) |
| --------------- | ------------------------- |
| Kaoruko Waguri  | Honoka Inoue              |
| Rintarō Tsumugi | Yoshinori Nakayama        |
| Subaru Hoshina  | Aya Yamane                |
| Ayato Yorita    | Hiiro Ishibashi           |
| Shōhei Usami    | Kikunosuke Toya           |
| Saku Natsusawa  | Kōki Uchiyama             |
| Kyōko Tsumugi   | Yōko Hikasa               |

### Musik
Die Musik der Serie wurde komponiert von Moeki Harada Für den Vorspann verwendete man das Lied Manazashi wa Hikari (まなざしは光) von Tatsuya Kitani und das Abspannlied ist Hare no Hi ni von Reira Ushio.